# Barrhead (East Renfrewshire)
Barrhead, schottisch-gälisch: Ceann a’ Bhàirr, ist eine Stadt in der schottischen Council Area East Renfrewshire.

## Geographie
Die Stadt liegt im Norden von East Renfrewshire und besitzt eine Grenze mit der nördlich gelegenen Council Area Glasgow. Das Stadtzentrum Glasgows liegt etwa elf Kilometer nordöstlich. Eine weitere Grenze besteht mit der westlich gelegenen Council Area Renfrewshire. Das Zentrum der dortigen Stadt Paisley liegt etwa sechs Kilometer entfernt in nordwestlicher Richtung. Barrhead gehört zum Agglomerationsgürtel von Glasgow. Es liegt an dem kleinen Fluss Levern, der wenige Kilometer südlich aus Long Loch abfließt und mündet in Glasgow in einen der beiden Quellflüsse des Cart. Am Ostrand befindet sich der rund 180 m hohe Ferenze Hill.

## Geschichte
Barrhead entwickelte sich im Zuge der Industrialisierung aus mehreren beieinanderliegenden Ortschaften. Die Stadtgründung erfolgte um 1773. Für den rasanten Bevölkerungswachstum war im Wesentlichen die Textilindustrie verantwortlich. In Barrhead entwickelten sich zahlreiche Betriebe aus diesem Industriezweig, darunter Baumwollspinnereien, Färbereien und Stoffdruckereien. Hinzu kamen eisen- oder holzverarbeitende Betriebe sowie Steinzeughersteller. Im nahegelegenen Steinbruch von Boylestone wurde außerdem Kupfer abgebaut. 1894 erhielt Barrhead die Rechte eines Burgh. In diesem Zuge entstanden Gebäude für den Burgh-Rat (heute 124 Main Street) und ein Gerichtsgebäude (128 Main Street). Heute ist Barrhead noch immer industriell geprägt. Unter anderem werden dort Lederwaren und Tiernahrungen produziert.
Im Jahre 1841 lebten 3492 Personen in Barrhead. Schon zehn Jahre später hatte sich die Zahl auf 6069 fast verdoppelt, blieb dann jedoch für zwei weitere Jahrzehnte annähernd konstant. Von 12.971 Einwohnern im Jahre 1961 wuchs die Bevölkerungszahl auf ihren Höchststand 18.420 im Jahre 1981 an. 2011 wurde 17.443 in Barrhead gezählt.

## Verkehr

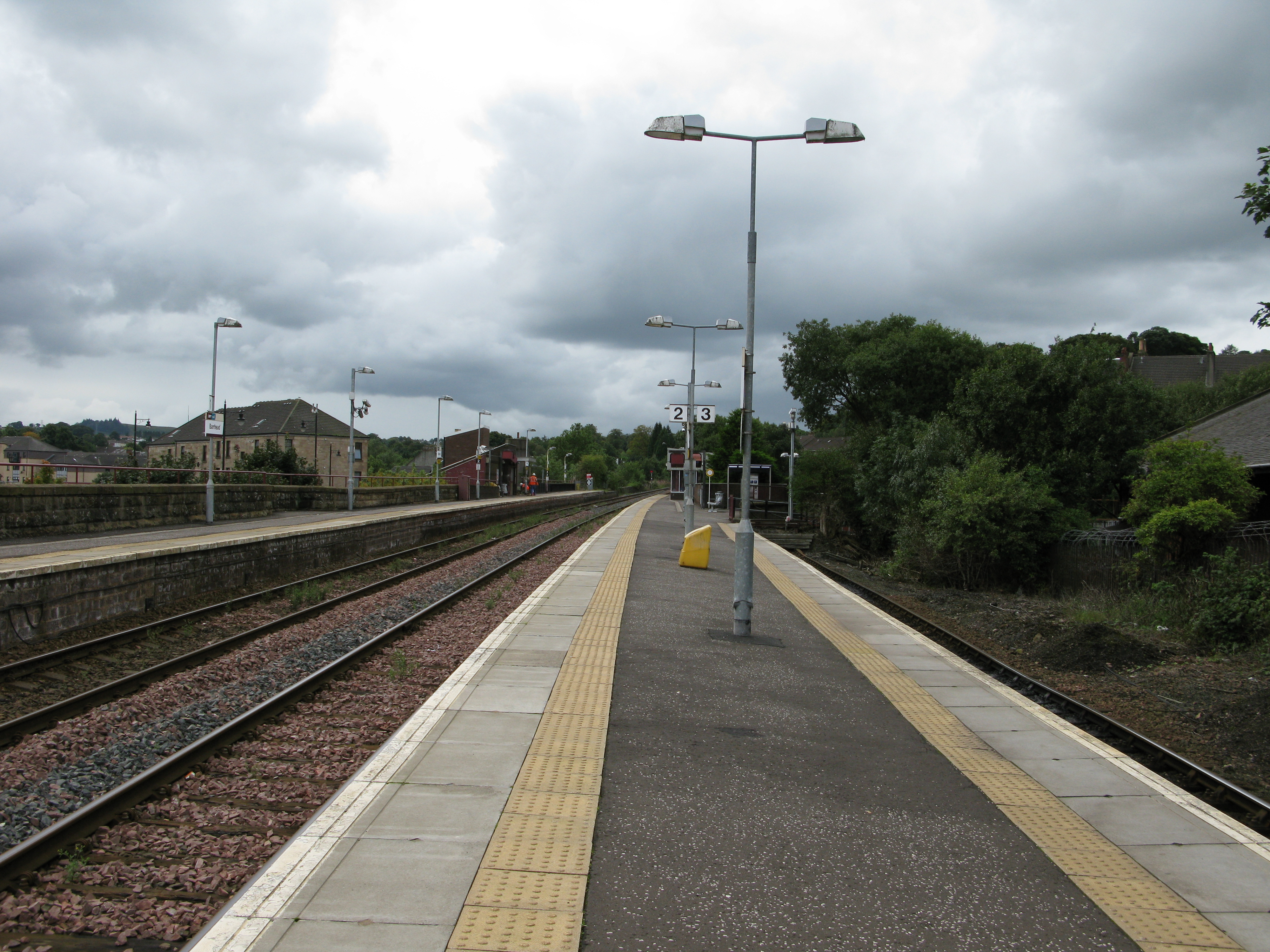
Bahnhof von Barrhead

Barrhead ist an der A736 gelegen, die im Norden an der A8 und M8 in Glasgow beginnt. Die Straße führt durch die südlichen Glasgower Stadtteile, Barrhead und Neilston, um im Süden in Irvine zu enden. Die M77 führt drei Kilometer östlich an Barrhead vorbei. Im Jahre 1847 wurde Barrhead an das Eisenbahnnetz angeschlossen und erhielt einen eigenen Bahnhof an der neugegründeten Glasgow, Barrhead and Neilston Direct Railway. Hierzu wurde mit dem Salterland Viaduct eine Querung des Levern nördlich der Stadt geschaffen. Heute wird der Bahnhof auf der Glasgow South Western Line der First ScotRail bedient. Der Flughafen Glasgow liegt acht Kilometer nordwestlich.

## Sehenswürdigkeiten

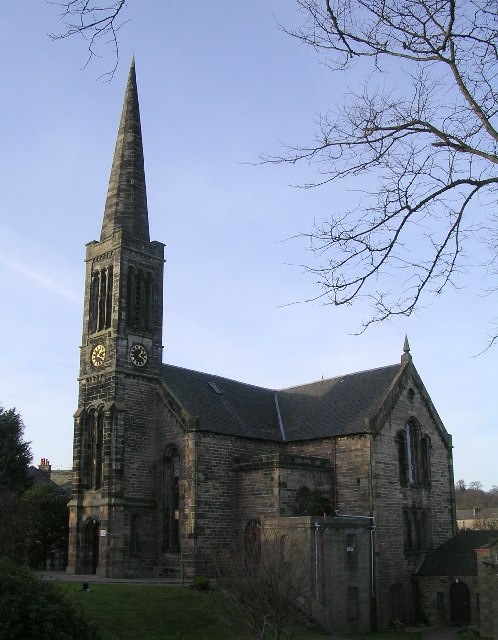
Bourock Parish Church

In Barrhead sind derzeit 13 denkmalgeschützte Bauwerke gelistet. Hiervon sind acht in der Kategorie B und fünf in der Kategorie C gelistet. Darunter befinden sich mit der Bourock Parish Church und der Barrhead South Parish Church zwei Kirchengebäude aus der Mitte des 19. Jahrhunderts. Außerdem fünf Villen, jeweils zwei Brücken und Verwaltungsgebäude, eine Stallung sowie der Freimaurertempel von Barrhead. Im Stadtteil Arthurlie ist mit dem Arthur’s Cross (auch Arthurlie Cross), dem erhaltenen Schaft eines historischen Keltenkreuzes aus dem 10. oder 11. Jahrhundert, auch ein Scheduled Monument in Barrhead zu finden. Es stand eine Zeit lang auf den Ländereien von Arthurlie House, was jedoch auch nicht seinem ursprünglichen Standort entsprach.

## Söhne und Töchter der Stadt
- John Davidson (1857–1909), Dichter
- Edward Arthur Walton (1860–1922), Maler
- Robert Stevenson (1869–?), ehemaliger Fußballspieler
- Thomas James Crawford (1877–1955), Organist und Komponist
- Tommy McInally (1899–1955), ehemaliger schottischer Fußball-Nationalspieler
- Ellen Dawson (1900–1967), kommunistische Aktivistin und Führerin der amerikanischen Textilgewerkschaft
- Bob McPhail (1905–2000), ehemaliger Fußballspieler
- David Brodie (1910–1996), Hockeyspieler
- Matthew McDiarmid (1914–1996), Essayist und Dichter
- Johnny Anderson (1929–2001), Fußballtorwart
- Alex McLeish (* 1959), ehemaliger schottischer Fußball-Nationalspieler
- Marianne Saliba (* 1960), australische Politikerin
- Douglas Henshall (* 1965), Schauspieler
- Gordon McCorkell (* 1983), Schauspieler